# پرفلورو بوتان سولفونیک اسید
پرفلورو بوتان سولفونیک اسید (به انگلیسی: Perfluorobutanesulfonic acid) با فرمول شیمیایی C4HF9O3S یک ترکیب شیمیایی با شناسه پاب‌کم 67815 است. که جرم مولی آن ۳۰۰٫۱۰ گرم بر مول می‌باشد. 